# Waltheria berteroi
Waltheria berteroi là một loài thực vật có hoa trong họ Cẩm quỳ. Loài này được (Spreng.) J.G.Saunders mô tả khoa học đầu tiên năm 2005.